# مالكوم بروكس
مالكوم بروكس (بالإنجليزية: Malcolm Brooks)‏ هو سياسي أسترالي، ولد في 16 يونيو 1930. انتخب عضو الجمعية التشريعية نيو ساوث ويلز.